# Dissorhina neotropicalis
Dissorhina neotropicalis är en kvalsterart som beskrevs av Sandór Mahunka 1998. Dissorhina neotropicalis ingår i släktet Dissorhina och familjen Oppiidae. Inga underarter finns listade i Catalogue of Life.